# Association for Computational Linguistics
A Association for Computational Linguistics (Associação para Linguística Computacional), ou ACL, é uma sociedade científica e profissional dedicada aos problemas envolvidos no estudo da linguagem desde um ponto de vista computacional. Fundada em 1962 sob o nome Association for Machine Translation and Computational Linguistics, somente em 1968 adquiriu a denominação atual.
Entre suas atividades, a ACL organiza uma conferência anual sobre Linguística Computacional e publica, através do MIT Press, a revista trimestral Computational Linguistics, uma das principais referências para os pesquisadores da área, além da série de livros Studies in Natural Language Processing, através da Cambridge University Press.
A ACL compõe-se de uma divisão europeia (a EACL) e uma norte-americana (a NAACL).